# Perseveration
Perseveration (von lateinisch perseverare, „anhalten“) bezeichnet das krankhafte Beharren, Haftenbleiben oder Nachwirken von einmal aufgetauchten psychischen Eindrücken (z. B. Gedanken oder Vorstellungen). Dazu zählt auch das beharrliche Wiederholen von Bewegungen, Wörtern oder Zahlen in unpassendem Zusammenhang. Ein Beispiel für eine sprachliche Perseveration ist etwa der Versprecher: „Der Monat hat zwölf Monate.“ Ein ähnliches psychopathologisches Phänomen ist das eingeengte Denken.
In der Psychopathologie ist die Perseveration ein typisches Symptom bei formalen Denkstörungen im Rahmen psychischer Störungen. Sie wird häufig von weiteren psychopathologischen Symptomen begleitet und tritt vor allem auf bei der Alzheimer-Krankheit, Autismus, Schizophrenie und Zwangsstörungen; in der Neurologie vorwiegend beim Frontalhirnsyndrom und bei Epilepsie. Auch bei ADHS kommt perseveratives Verhalten oft vor: In diesem Kontext wird dafür jedoch häufig der Begriff Hyperfokus verwendet, der nach Meinung einiger Experten eher irreführend und sachlich nicht ganz zutreffend ist.
Ebenfalls sind Perseverationen von Handlungsabläufen und Einzelbewegungen infolge von Schädigungen des zentralen Nervensystems zu beobachten. Hier sind sie häufig in Kombination mit Apraxien aller Art zu beobachten.